# Eugeniusz Dzierżencki
Eugeniusz Dzierżencki (ur. 1905 w Warszawie, zm. 1990 w Sopocie) – polski malarz marynista.

## Życiorys
Eugeniusz Dzierżencki był synem Franciszka (cieśli) i Marianny z domu Koza. Ożenił się 1 kwietnia 1929 roku w Warszawie z Zofią Stanisławą Wierzbowską.
Już przed rokiem 1939 dał się poznać jako wytrawny marynista oraz twórca pejzaży miejskich Gdańska i Sopotu, przebywał w Karwi, Jastrzębiej Górze i Lisim Jarze. W sezonie letnim organizował plenerowe wystawy dla wczasowiczów m.in. w Kuźnicy i Juracie. Po II wojnie światowej zamieszkał w Sopocie, razem z Ignacym Klukowskim, Antonim Suchankiem i Maksymilianem Kasprowiczem był założycielem gdyńskiego Związku Artystów Plastyków na Wybrzeżu. Razem z Marianem Mokwą są uznawani za najważniejszych współczesnych polskich marynistów. Uczestniczył w wystawach organizowanych w kraju i zagranicą m.in. Niemczech, Japonii i Nowej Zelandii. Prace Eugeniusza Dzierżenckiego były często kupowane przez armatorów z Francji, Wielkiej Brytanii, Stanów Zjednoczonych, Brazylii, Norwegii i zdobiły wnętrza statków pływających pod tymi banderami.
Malował kutry na plaży, na morzu i podczas połowów, statki w portach, na redzie i wypływające w morze, porty, nabrzeża, plaże i urwiste nadmorskie wydmy, a także ludzi morza, portowców i zwyczajnych kaszubskich rybaków. Tworzył również weduty i widoki miejskie Trójmiasta. 